# Gmina Vođinci
Gmina Vođinci (chorw. Općina Vođinci) – gmina w Chorwacji, w żupanii vukowarsko-srijemskiej. W 2011 roku liczyła  1966 mieszkańców.